# Championnats du monde Xterra 1999
Navigation
Édition précédente Édition suivante
Les championnats du monde Xterra 1999, organisé par la Team Unlimited, s'est déroulé le 31 octobre à Maui dans l'État d'Hawaï. Les triathlètes se sont affrontés lors d'une épreuve sur distance M, comprenant 1500 mètres de natation, 30 km de vélo tout terrain (VTT) et 10 km de course à pied hors route.

## Résultats
Les tableaux présentent les « Top 10 » hommes et femmes des championnats du monde. 
| Position           | Triathlète        | Pays       | Temps           |
| ------------------ | ----------------- | ---------- | --------------- |
| Médaille d'or      | Ned Overend       | États-Unis | 2 h 32 min 50 s |
| Médaille d'argent  | Michael Tobin     | États-Unis | 2 h 34 min 26 s |
| Médaille de bronze | Jimmy Riccitello  | États-Unis | 2 h 35 min 54 s |
| 4                  | Olivier Bernhard  | Suisse     | 2 h 37 min 57 s |
| 5                  | Kerry Classen     | États-Unis | 2 h 39 min 16 s |
| 6                  | Louis De La Torre | États-Unis | 2 h 39 min 33 s |
| 7                  | Mike Vine         | Canada     | 2 h 40 min 47 s |
| 8                  | Alexander Lang    | Allemagne  | 2 h 42 min 27 s |
| 9                  | Dave Harrison     | États-Unis | 2 h 42 min 50 s |
| 10                 | Greg Timewell     | Canada     | 2 h 43 min 21 s |

| Position           | Triathlète        | Pays       | Temps           |
| ------------------ | ----------------- | ---------- | --------------- |
| Médaille d'or      | Shari Kain        | États-Unis | 3 h 4 min 19 s  |
| Médaille d'argent  | Kerstin Weule     | États-Unis | 3 h 6 min 27 s  |
| Médaille de bronze | Jody Purcell      | Australie  | 3 h 8 min 42 s  |
| 4                  | Ulrike Blank      | Allemagne  | 3 h 11 min 11 s |
| 5                  | Susan Latshaw     | États-Unis | 3 h 15 min 2 s  |
| 6                  | Lorraine Barrows  | États-Unis | 3 h 15 min 9 s  |
| 7                  | Lesley Tomlinson  | États-Unis | 3 h 20 min 13 s |
| 8                  | Linda Gabor       | États-Unis | 3 h 21 min 31 s |
| 9                  | Kerry Barnholt    | États-Unis | 3 h 22 min 31 s |
| 10                 | Danelle Ballengee | États-Unis | 3 h 22 min 50 s |